# بیمارستان ولایت
بیمارستان ولایت (انگلیسی County Hospital) نام فیلم طنزی با نقش آفرینی لورل و هاردی است.

## داستان فیلم
لورل با پاکتی پر از تخم مرغ آب‌پز و آجیل به عیادت هاردی می‌رود که در بیمارستان بستری است و دور از لورل اوقات راحت همراه با آرامش را می‌گذراند ولی آمدن لورل همه چیز را خراب می‌کند.